# Alpha Racing Team
Alpha Racing Team est une équipe de sport automobile japonaise ayant appartenu à Yutaka Nanikawa. Elle était soutenue par Alpha, un groupement d’architectes et de promoteurs japonais. Elle a participé, en tant qu'équipe privée Porsche, au championnat du monde des voitures de sport, au Championnat du Japon de sport-prototypes ainsi qu'au 24 Heures du Mans. Il s'agit de la première écurie japonaise à avoir fini sur le podium des 24 Heures du Mans.

## Historique
En 1989, l'Alpha Racing Team fait ses premiers pas dans le sport automobile en tant que partenaire de l'écurie helvétique Brun Motorsport pour les épreuves des 24 Heures du Mans et le Championnat du Japon de sport-prototypes. Pour cela, une Porsche 962C modifiée par le Brun Motorsport est utilisée, le chassis 962-005BM. La saison commence avec une 3e place aux 500 kilomètres de Fuji mais une succession d’abandons aux 1 000 kilomètres de Fuji, aux 24 Heures du Mans, aux 500 Miles de Fuji et 1 000 kilomètres de Fuji ternit la saison.

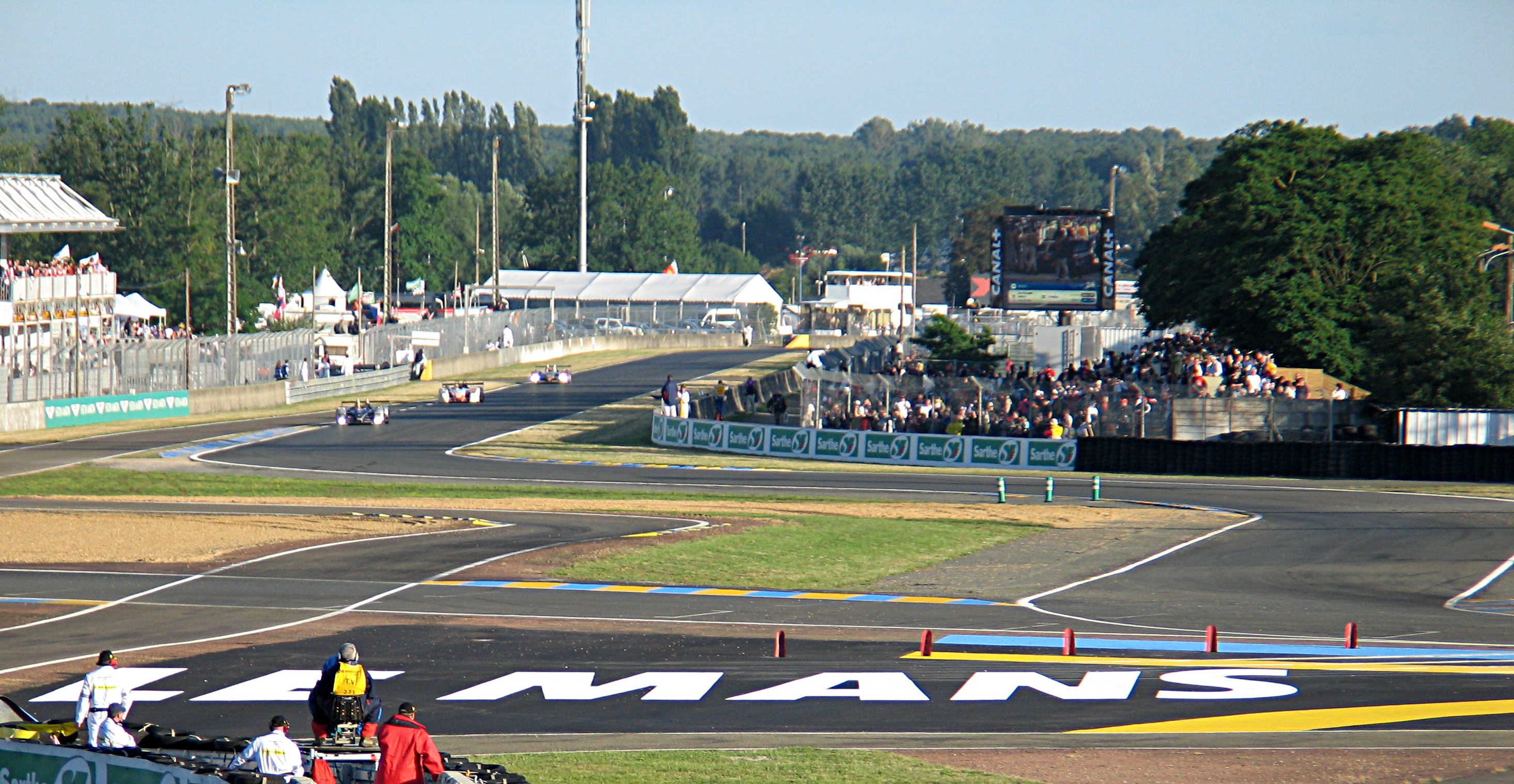
Circuit de la Sarthe, la chicane Ford.

En 1990, l'Alpha Racing Team fait l’acquisition de sa première Porsche 962C, le châssis n° 154, et confie la préparation de celle-ci à l'équipe Tomei, spécialisée dans la Formule 3 au Japon. Contrairement à la saison précédente, la voiture est beaucoup plus fiable en finissant six courses sur les huit auxquelles elle participe. Le point d'orgue de la saison est les 24 Heures du Mans. Cette édition est marquée par différents événements. Tout d'abord, elle ne fait pas partie du championnat du monde des voitures de sport à la suite des désaccords entre l'ACO et la FIA sur les droits de télévisions, et le circuit a été profondément modifié avec l'apparition de deux chicanes sur la ligne droite des Hunaudières,. Pour cette épreuve, l'équipe japonaise a été renforcée avec des membres expérimentés tels que Gary Cummings, Jerry Woods, Mark Krause, Martin Raffauf et Al Roberts ainsi que Vincent Beaumesnil, aujourd'hui, directeur technique de l'ACO. La difficulté pour cette édition est l'apparition des chicanes dans la ligne droite des Hunaudières et comment configurer la voiture. L'usine Porsche avait informé tous ses clients que les simulations sur ordinateur avaient indiqué que la meilleure configuration était la configuration longue queue et faible appuis. Néanmoins, l'écurie avait apporté avec elle les deux configurations possibles, c'est-à-dire la longue queue et la courte queue. Après les essais, la configuration courte queue a été choisie car les pilotes préféraient celle-ci, spécialement lors des freinages. Les pneus semblaient également mieux fonctionner dans ses conditions. Alpha Racing Team avait les seules Porsche 962C à être dans cette configuration. Après quelques heures, Hans Stuck, du Joest Racing, doit passer par le garage de l'écurie. Il confirme alors que la configuration choisie par Alpha Racing Team est la bonne car sa voiture va bien pendant environ quatre tours, mais use très rapidement ses pneus. Il est ensuite de plus en plus lent jusqu'à la fin du relais en raison de leur dégradation. La course se déroule sans problème dans la nuit pour Alpha Racing Team. En fin de matinée de dimanche, la voiture est en 5e position. Quelques heures plus tard, la voiture se retrouve en 4e position avec Jaguar en 1re et 3e positions mais avec des problèmes de surchauffe et de boite de vitesses, et la Porsche 962C de l'écurie Brun Motorsport en 2e position. À 20 minutes de l'arrivée, le moteur de la Brun explose et la Porche 962C de l'écurie passe en 3e position et termine la course à cette place.
En 1991, l'Alpha Racing Team fait l’acquisition d'une seconde Porsche 962C, le châssis n° 168 et se concentre sur le Championnat du Japon de sport-prototypes, mais ne participe qu'a quatre courses, avec comme meilleur classement une 7e place aux 1 000 kilomètres de Fuji. L'écurie arrête ensuite son activité.

## Palmarès

### 24 Heures du Mans
| Année | Classe | no | Pilotes                                                 | Châssis                            | Pneus | Tours | Pos. |
| Année | Classe | no | Pilotes                                                 | Moteur                             | Pneus | Tours | Pos. |
| ----- | ------ | -- | ------------------------------------------------------- | ---------------------------------- | ----- | ----- | ---- |
| 1989  | C1     | 6  | Maurizio Sandro Sala Walter Lechner Roland Ratzenberger | Porsche 962C                       | Y     | 58    | Abd. |
| 1989  | C1     | 6  | Maurizio Sandro Sala Walter Lechner Roland Ratzenberger | Porsche Type-935 3.0L Flat-6 Turbo | Y     | 58    | Abd. |
| 1990  | C1     | 45 | Tiff Needell David Sears (en) Anthony Reid              | Porsche 962C                       | Y     | 352   | 3e   |
| 1990  | C1     | 45 | Tiff Needell David Sears (en) Anthony Reid              | Porsche Type-935 3.0L Flat-6 Turbo | Y     | 352   | 3e   |

### Championnat du monde des voitures de sport
| Année | Écurie                                 | Voiture      | Moteur                             | Classe | Pneus | 1     | 2   | 3   | 4   | 5   | 6   | 7   | 8   | 9   |
| ----- | -------------------------------------- | ------------ | ---------------------------------- | ------ | ----- | ----- | --- | --- | --- | --- | --- | --- | --- | --- |
| 1990  | Equipe Almeras Fréres The Alpha Racing | Porsche 962C | Porsche Type-935 3.0L Flat-6 Turbo | C1     | Y     | SUZ 8 | MNZ | SIL | SPA | DIJ | NÜR | DON | MON | MEX |

### Championnat du Japon de sport-prototypes
| Année | Écurie                     | Voiture      | Moteur                              | Classe | Pneus | 1      | 2        | 3        | 4     | 5        | 6        | 7     |
| ----- | -------------------------- | ------------ | ----------------------------------- | ------ | ----- | ------ | -------- | -------- | ----- | -------- | -------- | ----- |
| 1989  | The Alpha Racing with Brun | Porsche 962C | Porsche Type-935 3,0 l Flat-6 Turbo | C1     | Y     | FUJ 3  | FUJ Abd. | FUJ Abd. | SUZ   | FUJ Abd. |          |       |
| 1990  | The Alpha Racing           | Porsche 962C | Porsche Type-935 3,0 l Flat-6 Turbo | C1     | Y     | FUJ 10 | FUJ      | FUJ 5    | SUZ 8 | SUG Abd. | FUJ Abd. |       |
| 1991  | The Alpha Racing           | Porsche 962C | Porsche Type-935 3,2 l Flat-6 Turbo | C1     | Y     | FUJ 8  | FUJ 7    | FUJ      | SUZ   | SUG      | FUJ Abd. | SUG 8 |

## Pilotes
- Derek Bell (1990)
- Raul Boesel (1991)
- Oscar Larrauri (1989 / 1991)
- Walter Lechner (1989)
- Costas Los (1990)
- Tiff Needell (1990-1991)
- Jonathan Palmer (1991)
- Roland Ratzenberger (1989)
- Anthony Reid (1990-1991)
- Maurizio Sandro Sala (1989)
- David Sears (en) (1990)
- Bob Wollek (1991)

## De nos jours
La Porsche 962C n°45 ayant terminé 3e aux 24 Heures du Mans 1989 appartient à Equipe Europe et participe a des événements tels que les Le Mans Classic et autres rassemblements de voitures de sport historiques,.